# Staurogyne elmeri
Staurogyne elmeri är en akantusväxtart som beskrevs av Co. Staurogyne elmeri ingår i släktet Staurogyne och familjen akantusväxter. Inga underarter finns listade i Catalogue of Life.